# Adam z Ditrichštejna
Adam z Ditrichštejna (9. října 1527, Štýrský Hradec – 5. ledna 1590, Mikulov) byl rakouský, později český šlechtic. Pocházel z významného moravsko-rakouského rodu Ditrichštejnů (Dietrichstein). Zakladatel mikulovské větve Hollenburg-Finkenstein. Působil jako vyslanec císaře Maxmiliána II. ve Španělsku, kde vychovával jeho syny Rudolfa a Arnošta.

## Život a kariéra
Narodil se jako čtvrté ze šesti dětí Zikmunda z Ditrichštejna a jeho manželky Barbory z Rottalu.
Adamův otec patřil svojí službou ještě k poslednímu rytíři Evropy, zatímco jeho syn už představoval typ nového mladého aristokrata, zcestovalého, elegantního kavalíra, který svůj život zasvětil službě vládnoucímu dvoru. Byl vychováván na dvoře Ferdinanda I., kde začal svou dvorskou službu u arcivévody Maxmiliána, budoucího následníka trůnu.
V roce 1548 odjel s arcivévodou do Španělska ke svatbě s Marií Španělskou a stal se prostředníkem mezi madridským a vídeňským dvorem. V následujících letech se už jako císař Maxmilián II. stěhuje se svým dvorem do Prahy. Zde, v katedrále sv. Víta na Pražském hradě si v roce 1554 Adam bere za manželku jednu z dvorních dam císařovny, katalánskou šlechtičnu Markétu z Cardony, z tuze urozeného rodu španělských grandů, spřízněného s aragonskými králi. Tento fakt se v rodině dlouho a s hrdostí připomínal. Margarita byla vzdělanou a krásnou ženou, často portrétovanou malíři jako Arcimboldo nebo Juan Pantoja de la Cruz.

### Hofmistr arcivévody Rudolfa
Adam, jako blízký přítel císařovny Marie dostal za úkol odvést císařské syny Rudolfa a Arnošta do Španělska k jejich strýci Filipu II. Maxmilián II. choval jisté sympatie k protestantům, proto císařovna jako horlivá katolička nechtěla, aby její synové vyrostli v kacíře, což ve Španělsku nehrozilo. Chlapci měli v Madridu své vlastní dvory o 90 lidech a právě Adam byl jejich hofmistrem. Peníze na chod jejich dvorů však od císaře docházely se zpožděním, nebo vůbec, proto Ditrichštejn musel nejednou sáhnout do vlastní kapsy. Po skončení španělského pobytu dlužil Maxmilián Adamovi astronomických 90 000 zlatých.
Celá rodina žila v Madridu osm let (1563–1571) a narodilo se jim zde šest dětí, mj. i politik působící v 17. století na Moravě, jako zemský hejtman a olomoucký biskup, kardinál František z Ditrichštejna. Veškeré vazby, staré i nové Adam udržoval díky neustálé korespondenci i později u císařského dvora a byl považován za experta na španělské poměry. Dcery provdal do dobrých španělských rodin jako Mendoza, Borja, Fonseca, Córdoba.
Po návratu z Madridu zůstal Adam ve službách arcivévody Rudolfa a zařídil jeho korunovaci uherským králem, čímž byla zachována kontinuita habsburské vlády v Uhrách. Po jmenování Rudolfa II. císařem se stal nejvyšším hofmistrem a předsedou tajné rady. Manželé krátce žili u dvora, kde si koupili v areálu Pražského hradu dům. Měl velmi dobré přátelské vztahy s papežským nunciem na madridském dvoře Ippolitem Aldobrandinim, pozdějším papežem Klementem VIII., což především velmi pomohlo jejich synovi, mladému Františkovi.

Erb Adama z Ditrichštejna

## Poslední léta v Mikulově

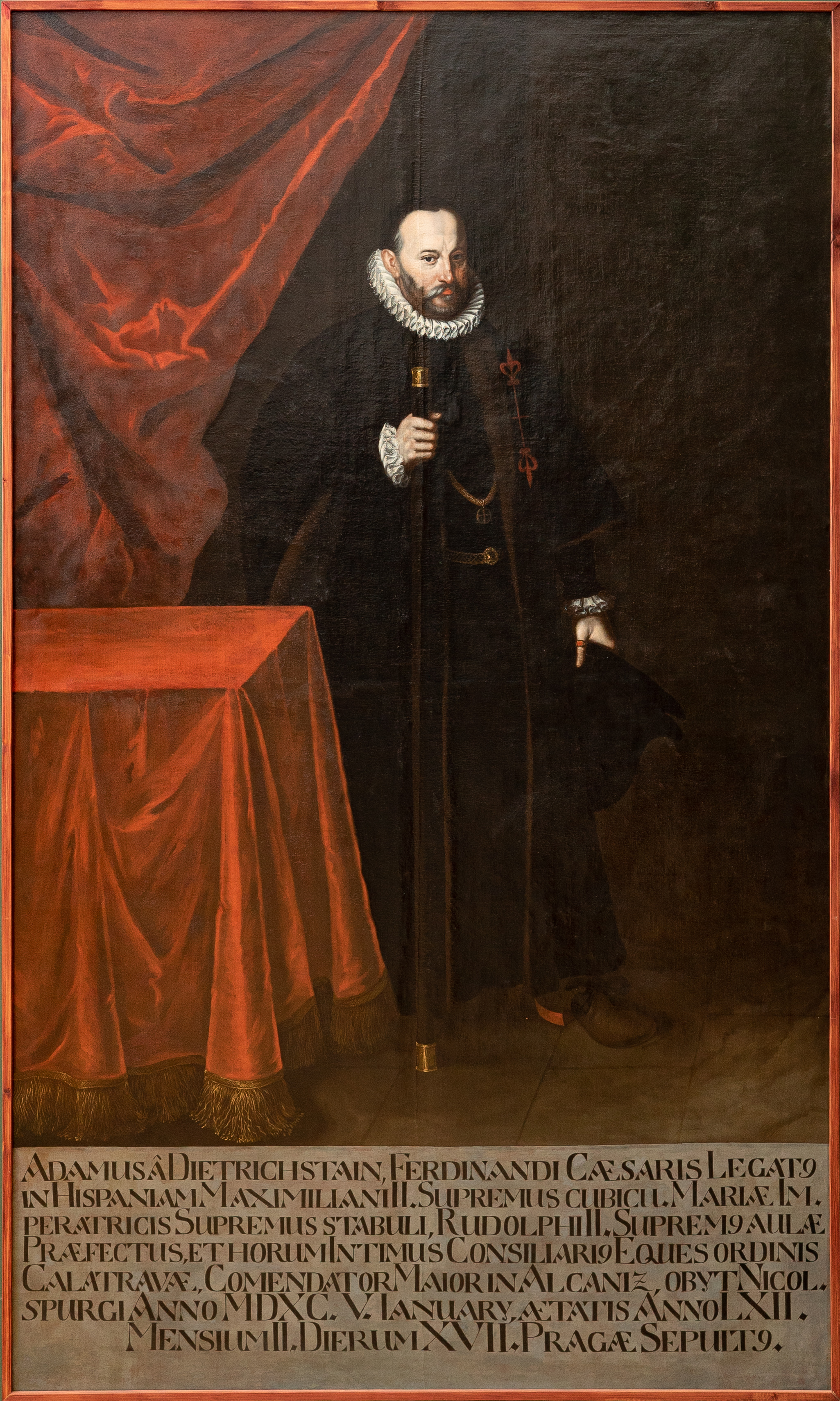
Adam z Ditrichštejna. Olej na plátně, sbírka Regionálního muzea v Mikulově.

V roce 1572 mu bylo přislíbeno bohaté jihomoravské panství Mikulov jako částečná úhrada za obrovský císařský dluh. Ditrichštejn jej znal, jelikož jeho sestra Esther byla provdána za Jana VI. z Lichtenštejna v Lednici, bratrance mikulovských Lichtenštejnů. Adam proto prodal některé statky v Rakousku. Převod majetku byl uskutečněn v roce 1575. Když nový pán přijel na své nové panství, nebyl zde ani jeden katolický kostel. Proto Adam začal horlivě rekatolizovat. Představitelům města i cechů přikázal navštěvovat katolické bohoslužby. Rovněž pozval do Mikulova věhlasného jezuitského misionáře Michaela Cardanea. Oba mikulovské kostely byly znovu vysvěceny olomouckým biskupem Stanislavem Pavlovským v roce 1582.
Na druhou stranu byl Adam člověk se silnými humanistickými a uměleckými zálibami. Ví se, že na zámku, který začal přestavovat, měl rozsáhlou portrétní sbírku slavných osobností té doby. V Mikulově se objevovali nejen politikové a agenti z prostředí císařského dvora, ale také vzdělanci jako orientalista Anger Ghislain Busbek, kustod císařské knihovny Hugo Blotius i papežský legát Aldobrandini.
Adam z Ditrichštejna zemřel 5. ledna roku 1590 v Mikulově. Podle svého přání a se svolením císaře Rudolfa II. byl pohřben v katedrále sv. Víta v Praze k nohám císaře Maxmiliána II., kterému celý život tak věrně sloužil. Jeho náhrobek zde však není, jelikož při Mockerově a Hilbertově dostavbě katedrály byl společně s dalšími náhrobky vystěhován na nádvoří, kde podléhal devastaci, než byla fragmentárně dochovaná deska náhrobku převezena do depozitáře Lapidária Národního muzea.